# Окономіякі
Окономія́кі (яп. お好み焼き, おこのみやき, «улюблене смаживо») — страва японської кухні. Нагадує млинець із тіста, замішаного на воді і яйцях, на який насипані шарами м'ясо (курка, свинина тощо), морепродукти, дрібно нарізана капуста, овочі тощо, зверху посипають рибною стружкою. Страву смажать на розжареній пательні або залізній пластині, й приправляють спеціальним соусом, майонезом, зеленою цибулею та сушеними водоростями. Окономіякі поділяються на декілька видів, найпопулярнішими з яких є хіросімські та кансайські. Їх інколи називають «японською піцою».

## Галерея

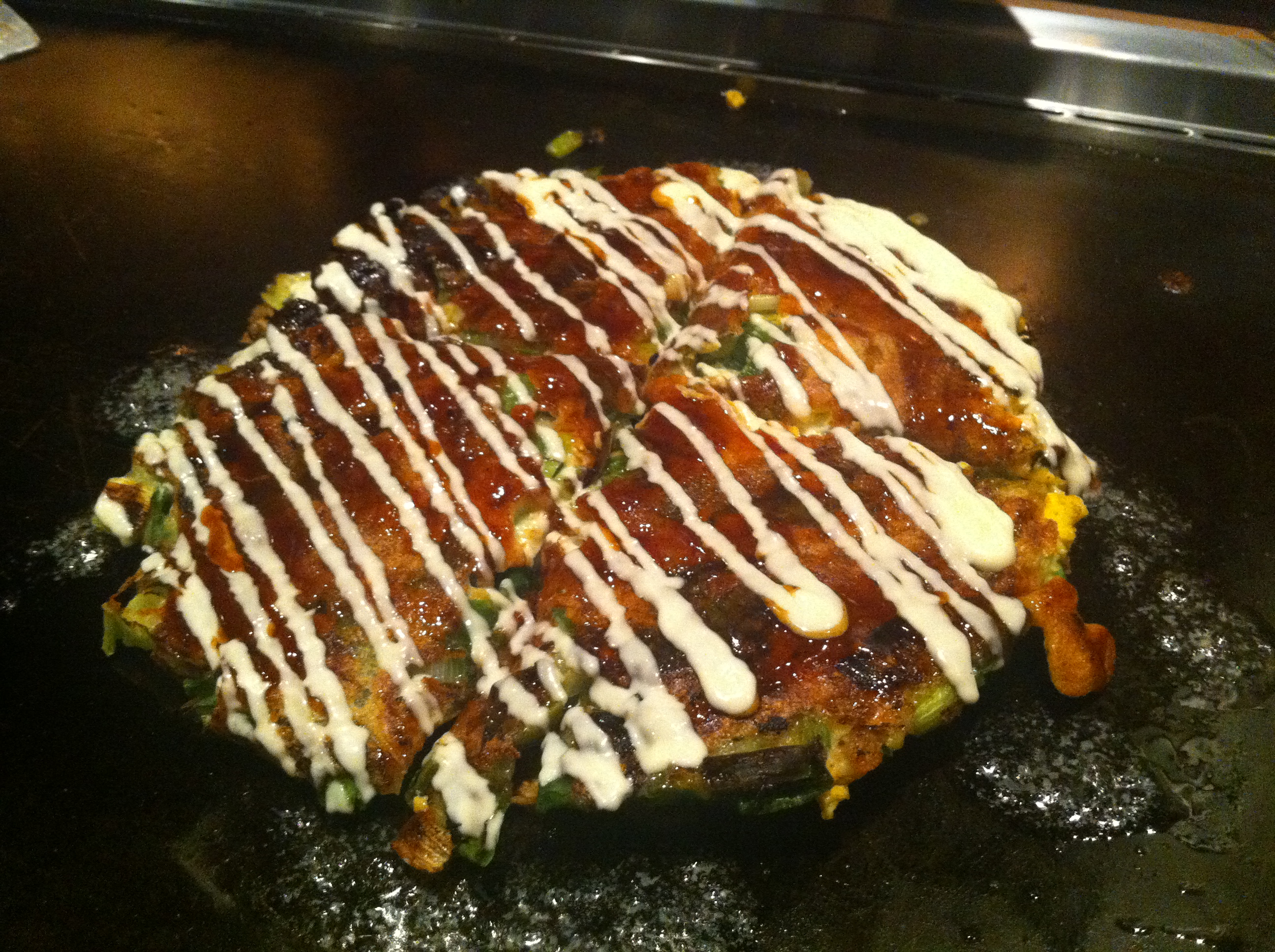
Окономіякі
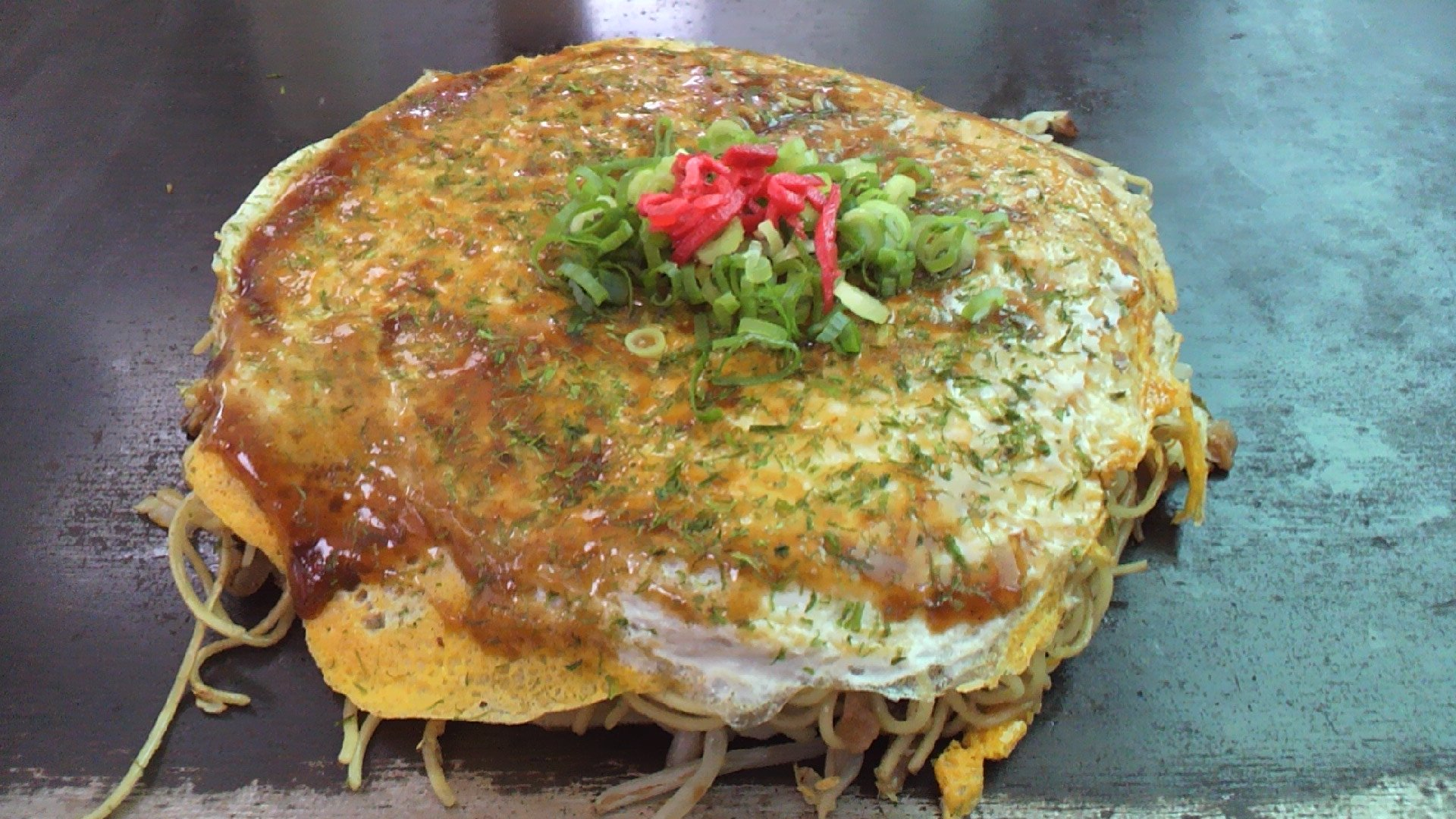
Хіросімські окономіякі
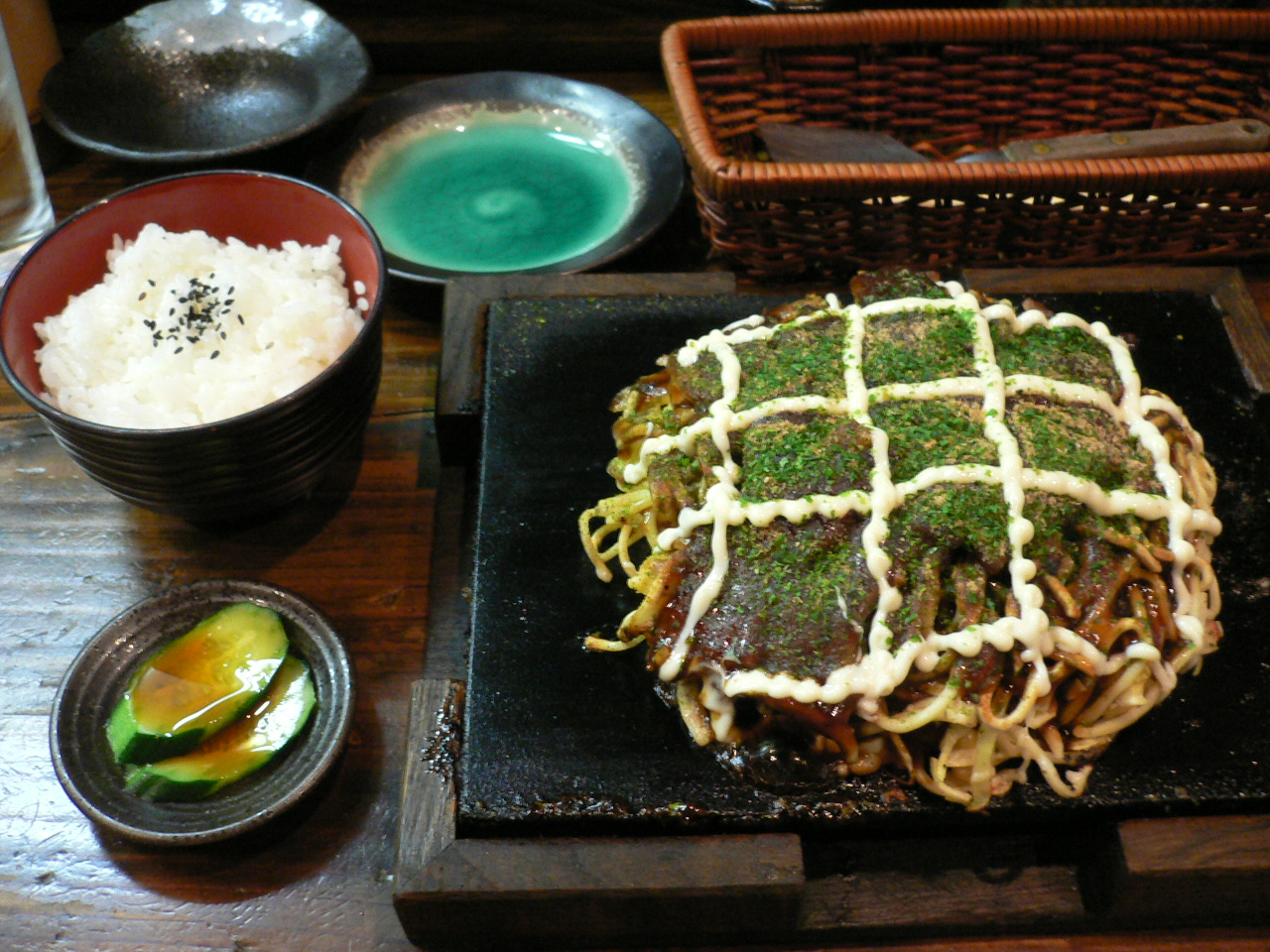
Осакський варіант "модан-які"
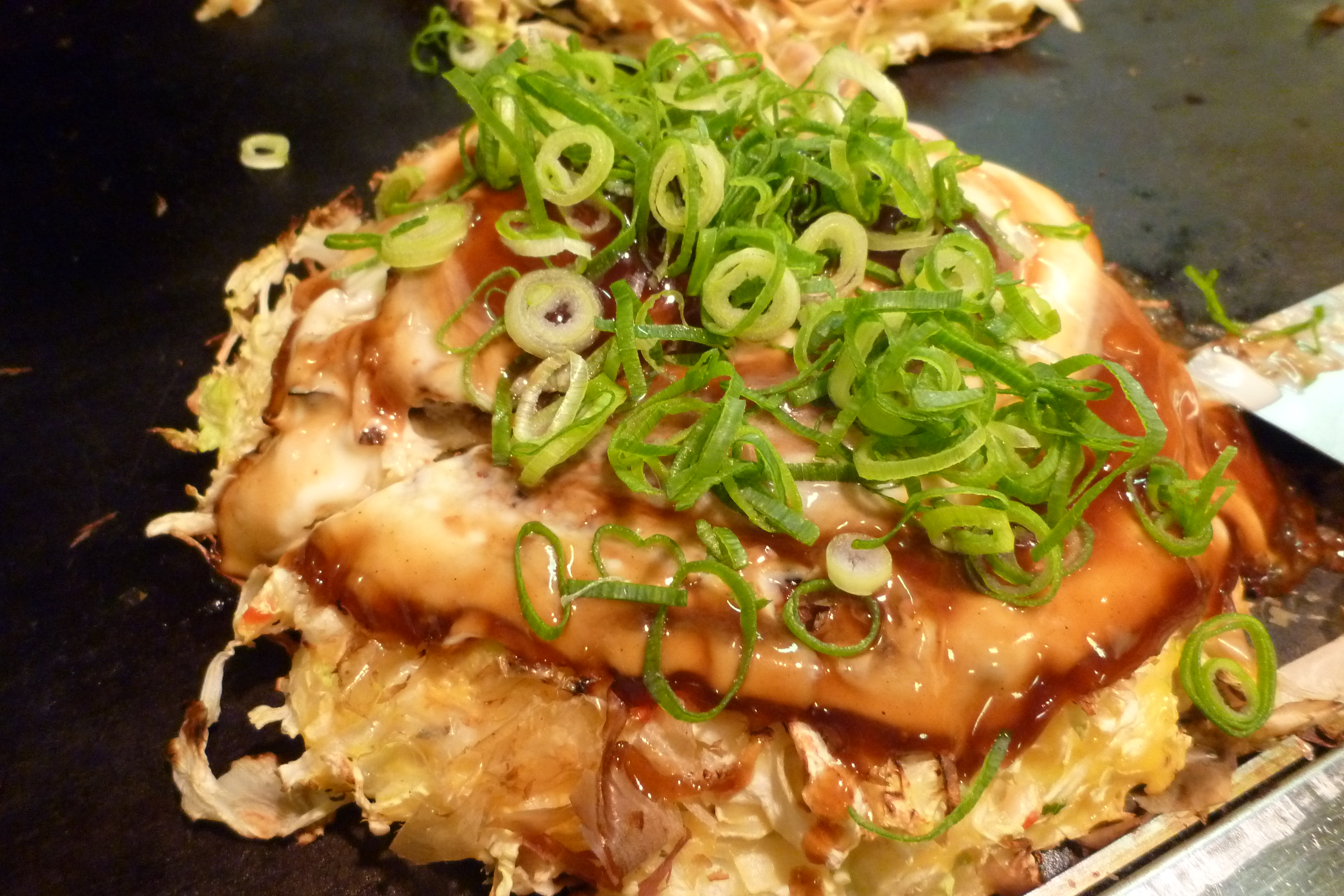
Вартіант окономіякі з Йокогами
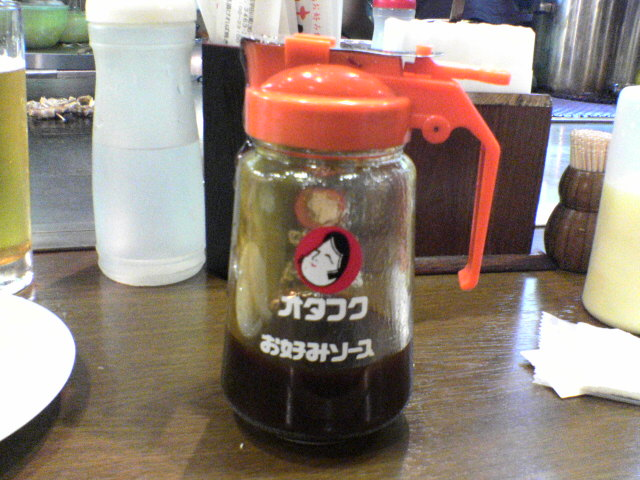
Соус до окономіякі